# Pont d'Évieu
Le pont d'Évieu est un pont routier sur le Rhône, reliant le hameau d'Évieu de la commune de Saint-Benoît dans l'Ain et Les Avenières en Isère. Il est situé immédiatement en aval de la confluence du Rhône et du canal de Brégnier-Cordon.
Le pont fait la jonction entre la D10 (Ain) et la D33 (Isère). Il est le seul lien routier entre l'Ain et l'Isère entre le pont de Cordon et le pont de Groslée.

## Présentation

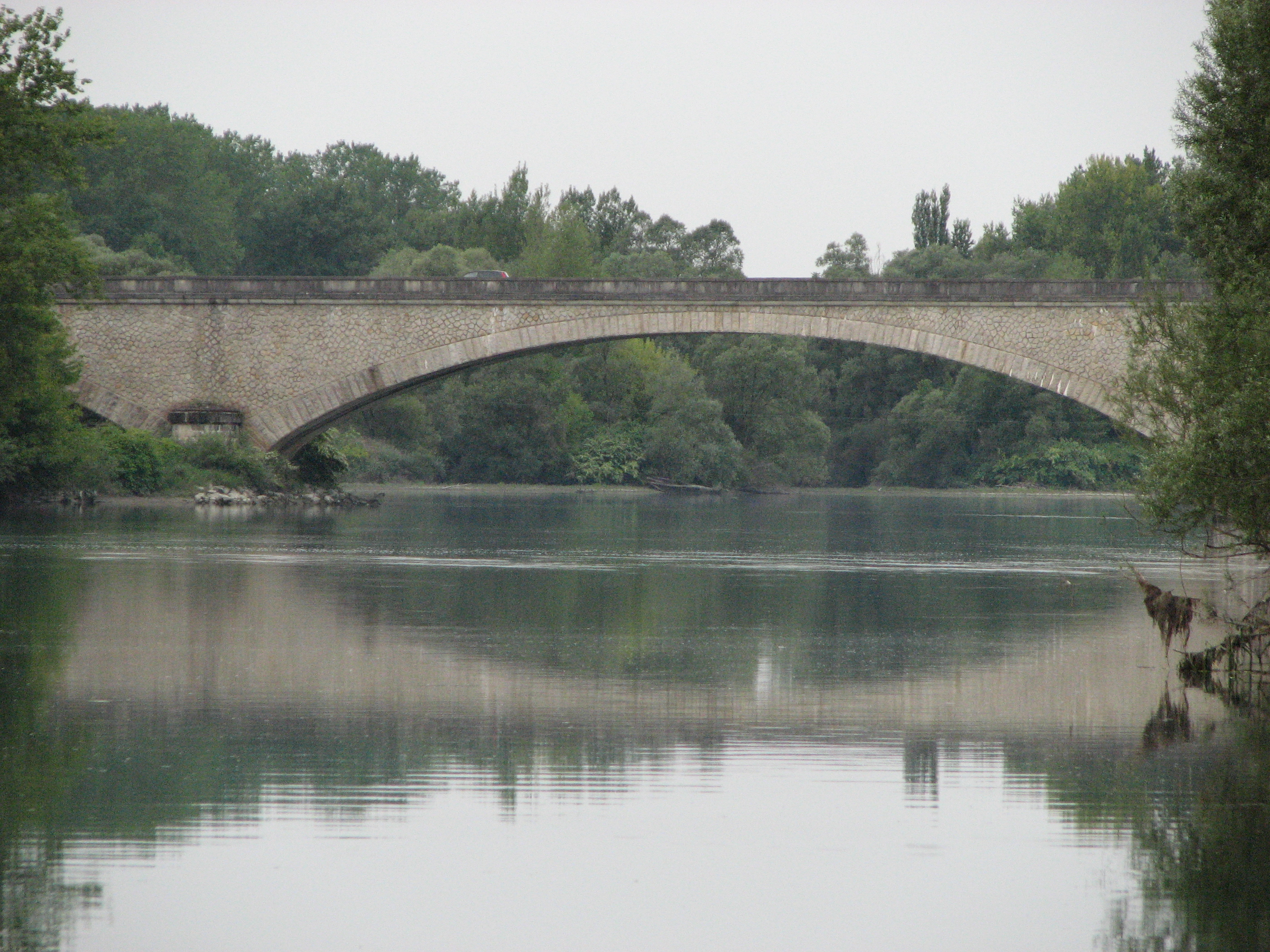
Pont d'Évieu vu de l'embouchure du Gland

Le pont actuel est voûté. Il remplace un pont suspendu construit en 1847 mesurant 160 m, puis reconstruit en 1887 et à nouveau détruit en 1940 pour stopper l'avancée allemande.